# Tropaeolum repandum
Tropaeolum repandum är en krasseväxtart som beskrevs av Heilb. Tropaeolum repandum ingår i släktet krassar, och familjen krasseväxter. Inga underarter finns listade i Catalogue of Life.